# Xi Serpentis
Xi Serpentis (Nanhai, Nan Hae, 55 Serpentis) é uma estrela na direção da constelação de Serpens. Possui uma ascensão reta de 17h 37m 35.23s e uma declinação de −15° 23′ 54.3″. Sua magnitude aparente é igual a 3.54. Considerando sua distância de 105 anos-luz em relação à Terra, sua magnitude absoluta é igual a 0.99. Pertence à classe espectral F0IIIp.